# 1591

## Събития
- Завършва изграждането на моста Риалто над „Канал гранде“ във Венеция.

## Родени
- 12 януари – Хосе де Рибера, испански художник († 1652 г.)

## Починали
- 2 юли – Винченцо Галилей, италиански композитор